# Помаро-Монферрато
Помаро-Монферрато (итал. Pomaro Monferrato) — коммуна в Италии, располагается в регионе Пьемонт, в провинции Алессандрия.
Население составляет 394 человека (2008 г.), плотность населения составляет 29 чел./км². Занимает площадь 14 км². Почтовый индекс — 15040. Телефонный код — 0142.
В коммуне 29 августа поминается святая Сабина.

## Демография
Динамика населения:

## Администрация коммуны
- Официальный сайт: https://web.archive.org/web/20180613092216/http://www.comune.pomaromonferrato.al.it/